# Приморська низовина
56°55′00″ пн. ш. 23°39′00″ сх. д. / 56.91666667° пн. ш. 23.65° сх. д.
Приморська низовина (лит. Pajūrio žemuma, латис. Piejūras zemiene) — низовина, що тягнеться уздовж більшої частини східного узбережжя Балтійського моря, приблизно, від північної частини східного узбережжя Ризької затоки до південного узбережжя Куршської затоки. Всередині неї виділяють декілька дрібніших одиниць рельєфу, якими є Ризька рівнина в районі південного узбережжя Ризької затоки, Нижньоніманська низовина в низов'ях Німану, Поліська моренна низовина у низов'ях р. Дейма тощо.

## Литва
Розташована між Балтійським морем і західними схилами Жемайтської височини. Рельєф низовини утворився шляхом просування однієї з гігантських частин льодовика по западині Балтійського моря і Прегольській низині. В результаті льодовик покрив всю нинішню територію Приморської низовини, а також західний схил Жемайтської височини. Надалі, коли льодовик почав танути, на стику Приморської низовини з Жемайтською височиною сформувалися прильодовикові озера, які потім, через спускання річками водної маси в море, поволі зникли. Після остаточного відступу льодовика, на його місці залишилася моренна рівнина з великою кількістю овальних пологих пагорбів, розокремлених зниженнями.
Істотний вплив Балтійського моря на місцевий клімат обмежена межами вузької прибережної смуги шириною менше 50 км. Для морського клімату Приморської низовини характерна м'яка малосніжна зима, і утворення стійкого снігового покриву відбувається виключно на схилах Жемайтської височини і тільки в холодні зими. У теплу пору року кількість опадів коливається в межах 450—500 мм, при цьому максимум їх випадає восени. Через таку велику кількістю осінніх опадів і безлічі зимових відлиг режим річок нестійкий, тому повені, викликані осінніми зливами, часто сильніше весняних.
Озер на Приморській низовині мало, найбільшими є Кроку-Ланка і Калотес. Річкова мережа досить розвинута, і забезпечує добрий дренаж всієї низовини, успішно перешкоджаючи поступовому заболочуванню. Тому найбільші болота розташовані тільки у безстічних улоговинах між пагорбами і долинах деяких річок. Найбільшими річками що протікають по Приморській низовині є: Мінія, Акмяна (у низов'ях — Данге) і Швянтої.
Горизонт грунтів Приморської низовини в основному формувався на моренних суглинках. Бідні подзолисто-борові грунти утворилися на морських пісках. Переважаючими є дерново-підзолисті, дерново-глейові і алювіальні різновиди. Переважна частина їх має підвищену кислотність і потребує вапнування.
Ліси на низовині зустрічаються рідко. В основному це вільшанки, ялинники і приморські бори. Найбільші лісові масиви розташовані на півночі низовини, у населених пунктів Салантай, Дарбенай і Швянтої..